# 布雷茲尼克市鎮

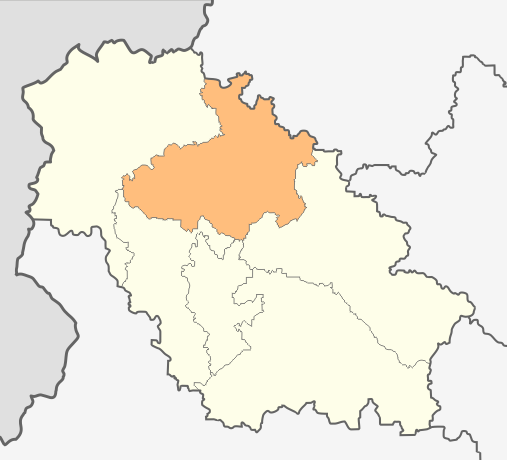

42°43′59″N 22°54′00″E / 42.733°N 22.9°E
布雷茲尼克市鎮，是保加利亞西部佩爾尼克州的市鎮，行政中心为布雷茲尼克，面積404.04平方公里，人口6,926，人口密度每平方公里17.14人。